# راه شب

راه شب نام یک مجموعهٔ تلویزیونی ایرانی به کارگردانی داریوش فرهنگ است که در سال ۱۳۸۴ از شبکه سوم ایران پخش شد.

## داستان سریال
مجری برنامهٔ رادیویی راه شب (ناصر ممدوح)، به واسطه تماس‌های تلفنی مخاطبان برنامه با او، بتدریج به زندگی آنها وارد شده و سعی می‌کند به نوعی حلال مشکلات هر یک از آنها باشد.

## جوایز و نامزدها
| ۱۳٨۶ | دهمین دوره جشن حافظ |                            |              |          |
| ۱۳٨۶ | دهمین دوره جشن حافظ | بهترین مجموعه تلویزیونی    | محمد مسعود   | نامزدشده |
| ۱۳٨۶ | دهمین دوره جشن حافظ | بهترین کارگردانی تلویزیونی | داریوش فرهنگ | نامزدشده |
| ۱۳٨۶ | دهمین دوره جشن حافظ | بهترین فیلمنامه تلویزیونی  | جابر قاسمعلی | برنده    |